# ISO 3166-2:SA
ISO 3166-2:SA è uno standard ISO che definisce i codici geografici delle suddivisioni dell'Arabia Saudita; è un sottogruppo dello standard ISO 3166-2.
I codici, assegnati alle 13 province del paese, sono formati da SA- (sigla ISO 3166-1 alpha-2 dello Stato), seguito da due cifre

## Codici
| Codice | Provincia              |
| ------ | ---------------------- |
| SA-14  | 'Asir                  |
| SA-11  | al-Bāha                |
| SA-08  | al-Hudud al-Shamaliyya |
| SA-12  | al-Jawf                |
| SA-05  | al-Qasim               |
| SA-04  | al-Sharqiyya           |
| SA-06  | Ha'il                  |
| SA-09  | Jizan                  |
| SA-02  | La Mecca               |
| SA-03  | Medina                 |
| SA-10  | Najran                 |
| SA-01  | Riad                   |
| SA-07  | Tabuk                  |